# Terragen

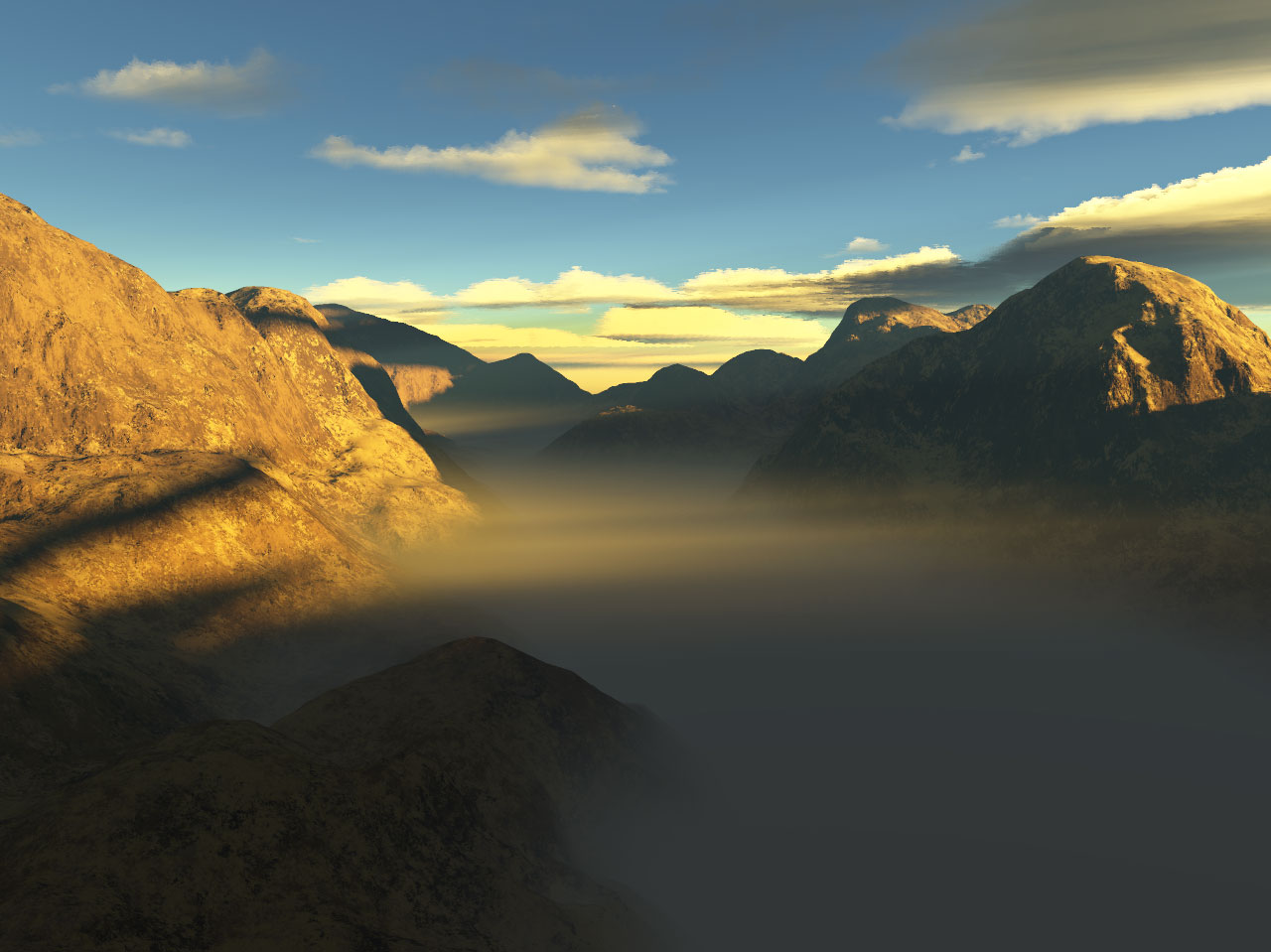
Un paesaggio realizzato con Terragen

Terragen è un programma finalizzato alla creazione di landscape ovvero paesaggi.
Si basa su mappe altimetriche in formato *.ter che possono essere create partendo da immagini in scala di grigi (bianco e nero) o da file DEM o SRTM con estensione *.dem o *.hgt, questi file sono ottenuti scansionando la superficie della terra con scanner altimetrici da aerei o shuttle (sito della NASA dedicato), ordinati per zone e coordinate.
Terragen è disponibile in versione gratuita o commerciale, per Windows XP,  Mac OS 9 e Mac OS X, attualmente v.0.9 per Macintosh e per Windows Xp v.0.9.43

## Terragen 2
Terragen 2 è la seconda versione di Terragen.
È stata riscritta completamente da zero e, una delle principali differenze rispetto alla versione precedente, permette di creare oggetti oltre al terreno (es. alberi, rocce, case).